# Devon Murray
Devon Michael Murray, född 28 oktober 1988 i Celbridge i County Kildare, är en irländsk skådespelare.
Murray föddes som son till Michael och Fidelma Murray. Han har medverkat i Ängeln på sjunde trappsteget och i tv-serien Yesterday's children. Han gjorde rollen som Seamus Finnigan i filmerna om Harry Potter.
Murray är sedan slutet av 2018 i ett förhållande med Shannon McCaffrey Quinn. Parets första gemensamma barn, sonen Cooper Michael Murray, föddes den 2 januari 2021.